# ヴォルフィード
『ヴォルフィード』 (Volfied) は、タイトーから1989年にリリースされたアーケードゲーム。ジャンルは陣取りパズルゲームである。
『QIX』（1981年）、『スーパークイックス』（1987年）の続編にあたる。グラフィック性能の向上による、とある惑星上でのスペースバトルという設定が、後付ながらも単純なルールに奥行きを持たせている。全16ステージ。
家庭用は1989年にPCエンジン、1991年にメガドライブ（北米版タイトル『Ultimate Qix』）、FM TOWNS、Amiga、Atari ST、コモドール64、PC/AT互換機、2005年にEZアプリにそれぞれ移植され、2008年にPCエンジン版がWii用ソフトとしてバーチャルコンソールにて配信。2024年にアーケードアーカイブスの1作品としてPlayStation 4版とNintendo Switch版がされた。
その他、PlayStation用ソフトとして『SIMPLE1500シリーズ Vol.80 THE 陣取り ～ヴォルフィード1500～』（2001年）のタイトルで発売された他、PlayStation 2用ソフト『タイトーメモリーズII 下巻』に収録された。
PCエンジン版はゲーム誌『ファミコン通信』の「クロスレビュー」においてシルバー殿堂入りを獲得した。

## ゲーム内容

### システム
ルールはおおむね『QIX』を踏襲しており、詳しいルールは同項を参照のこと。本作ではブロックくずしに対する『アルカノイド』（1986年）のようにゲーム性を高めたリメイクが施されているのが特徴で、QIXに比べて以下のような変更がなされている。
- 自機のラインを引く際の移動速度が一種類のみ。純粋に「どれだけの陣地を得てクリアしたか」のみを得点として評価する設計。
- ラインを引いている間、それまで引いた場所へ引き返すことができる。
- 自機の移動範囲内を邪魔する「スパークス」に相当するキャラが存在しない。
- ライン作成中に、引いたラインに敵に触れた際に即ミスとならない。ライン上で自機に向かっていくスパークが発生し、それが自機に到達するとミス。接触前に領域を完成させた場合はミスとならない。
- 敵を破壊するショット発射などのアイテムが手に入る。各面にはアイテムブロックが存在する（アイテムの無い面もある）。アイテムブロックを囲んで切り落とすとアイテム獲得となる。
- 敵のバリエーションが豊富。各面にはそれぞれ1体のボスキャラ（『QIX』におけるクイックス）と数体の雑魚キャラが存在する。各面のボスキャラは生物を機械化したようなデザインで、それぞれ異なった動きをし、弾を発射してくる。
  - この発射された弾は、ラインを引いていない間では自機がバリア（シールド）で覆われ被弾を回避する。逆にラインを引いている間はバリアを解除するため、被弾するとミスになる。バリアは有限であり、展開中に時間経過で減少する。

### アイテム
エネルギーブロックを囲むと出現する。
- レーザー(L) - ザコが倒せるレーザーを一定時間発射できる。ボスには無効。
- スピード(S) - プレイヤー機がスピードアップ。
- クラッシュ(C) - ザコを一掃出来る。
- パワー(P) - プレイヤー機の残りシールド数が止まる。
- タイマー(T) - 一定時間敵が停止する。
- スペシャルショット(☆) - ボスを倒せるショットを発射できる。出現させるだけでも10万点の高得点。

### クリアの条件
- フィールド全体の80%以上を切り取る。80.0%占領でクリアだが、99.9%に近づくほど、ボーナス点は高得点になる（最高は99.9％の50万点）。
  - ボスを最初のライン1本で80%以上を囲むことに成功すると、占領率に関わらず100万点のボーナス点が入る。ヴォルフィードにおける最大のボーナスで、得点の桁の最大が7桁のため、熟練していれば容易にカウンターストップができる。
- スペシャルショットでボスキャラを破壊する。得点は10万点。
- 6面のボスが分離した際にフィールドで分割して再合体できないようにするとクリアとなる。得点は1万点。ただし、ボスを分離した際に占領率が1%以内であれば100万点が得られる。
- ある条件でフィールドの範囲に拠らずに敵が一定時間動けなくなると強制的にステージクリアとなる。得点は10万点。

### ミスの条件
- ライン作成中に自機が敵や敵弾と接触。
- 作成中のラインに敵や敵弾が接触すると発生するスパークが、ライン完成前の自機と接触。ただしPCエンジン版ではスパークが発生せず即ミスとなる。
- 時間が長くかかった場合に出る機雷（アーケード版）や完成ライン上のスパーク（PCエンジン版）に自機が接触。
- シールドの量が0になると張れなくなり、シールドラインに敵や敵弾が接触。囲み終わった完成ライン上で接触してもミスになってしまう。PCエンジン版ではライン作成中に移動を止めたらそのライン上にスパークが発生する。

## 移植版
| No. | タイトル                                                            | 発売日                       | 対応機種                                | 開発元                       | 発売元                                            | メディア                                | 型式                  | 売上本数 | 備考                                                  |
| --- | ------------------------------------------------------------------- | ---------------------------- | --------------------------------------- | ---------------------------- | ------------------------------------------------- | --------------------------------------- | --------------------- | -------- | ----------------------------------------------------- |
| 1   | ヴォルフィード                                                      | 1989年12月27日               | PCエンジン                              | タイトー                     | タイトー                                          | 3メガビットHuCARD                       | TP01005               | -        |                                                       |
| 2   | ヴォルフィード Ultimate Qix                                         | 1991年1月25日 1991年         | メガドライブ                            | タイトー                     | タイトー                                          | 2メガビットロムカセット                 | T-11103 11046         | -        |                                                       |
| 3   | ヴォルフィード                                                      | 1991年12月1日                | FM TOWNS                                | ビング                       | ビング                                            | CD-ROM                                  | -                     | -        |                                                       |
| 4   | Volfied                                                             | 1991年                       | Amiga Atari ST コモドール64 PC/AT互換機 | Empire Software              | Empire Software                                   | フロッピーディスク                      | -                     | -        | 北米ではコモドール64版、PC/AT互換機版のみ発売         |
| 5   | SIMPLE1500シリーズ Vol.80 THE 陣取り ～ヴォルフィード1500～ Qix Neo | 2001年12月20日 2003年12月1日 | PlayStation                             | ディースリー・パブリッシャー | ディースリー・パブリッシャー Mud Duck Productions | CD-ROM                                  | SLPM 86971 SLUS-01561 | -        |                                                       |
| 6   | ヴォルフィード                                                      | 2005年12月14日               | ボーダフォンライブ! （EZアプリ）        | タイトー                     | タイトー                                          | ダウンロード                            | -                     | -        |                                                       |
| 7   | タイトーメモリーズII 下巻                                           | 2007年3月29日                | PlayStation 2                           | タイトー                     | タイトー                                          | DVD-ROM                                 | SLPM-66713            | -        | アーケード版の移植                                    |
| 8   | ヴォルフィード                                                      | 2008年11月18日               | Wii                                     | タイトー                     | タイトー                                          | ダウンロード （バーチャルコンソール）   | -                     | -        | PCエンジン版の移植                                    |
| 9   | ヴォルフィード                                                      | 2022年3月2日                 | イーグレットツー ミニ                   | 瑞起 ※本体の開発元           | タイトー                                          | プリインストール                        | -                     | -        | アーケード版の移植                                    |
| 10  | ヴォルフィード                                                      | 2024年3月28日                | PlayStation 4 Nintendo Switch           | タイトー                     | ハムスター                                        | ダウンロード （アーケードアーカイブス） | -                     | -        | アーケード版の移植 OLDバージョン、NEWバージョンを収録 |

PCエンジン版
- 1989年12月27日発売。基本仕様は業務用と同様だが、75パーセント囲みでステージクリアや引いたラインを消せないなど内容には若干の差もあり。画面レイアウトを横側にスコアなど情報を表示し、ラウンド数が全40ラウンドへと大幅に増えていたりとアレンジ移植に近い。EDでは自機のパイロットが女性であることが判明した。

メガドライブ版
- 1991年1月25日発売。概ね業務用準拠での仕様の移植で全16ラウンド（EDはラウンド17表記）。画面レイアウトは横置きの家庭用モニターに合わせて横長のフィールドとなっている。メガドライブ版の独自仕様として、Aモード（業務用と同じルール）、Pモード（引いたラインは消せない、アイテムブロックの中身が固定）、Qモード（引いたラインは消せない、アイテムは出現せす別ボタンで高速移動が可能と初代クイックス準拠の仕様）の3種類のモードが用意されていた。

FM TOWNS版
- 1991年ビングより発売。業務用準拠だがCDDA演奏によるBGM演奏あり。画面レイアウトは横側にスコアなどの情報表示とPCエンジン版と同様。

PlayStation版
- 2001年12月20日にディースリー・パブリッシャーより、SIMPLE1500シリーズ Vol.80 THE 陣取り ～ヴォルフィード1500～として発売。概ね業務用準拠の移植だがメガドライブ版と同じくフィールドは横長レイアウトとなっている。

PlayStation 2版
- 2007年3月29日発売のタイトーメモリーズII 下巻に収録。

PlayStation 4 / Nintendo Switch版
- 2024年3月28日にアーケードアーカイブスでハムスターより発売。OLDバージョンとNEWバージョンを収録。「こだわり設定」ではスコアのカンスト上限の変更、モニター画面反転(敵の動きやパターンなどに変化が現れる)、バージョン・モニター画面反転の有無・難易度の情報表示の有無といった設定が可能。

## スタッフ
アーケード版
- ゲーム・デザイナー：MTJ（三辻富貴朗）
- ソフトウェア：Y.K（こばやしよしのり）、TKN（つかのとしあき）、OKI（おきよういち）
- キャラクター・デザイン：MTJ（三辻富貴朗）、T.S（讃岐平）、KRK（栗城源也）、IWB（いわぶちしのぶ）、TECチーム、V.Pチーム
- サウンド：OGR（小倉久佳）
- ハードウェア：OHR（おはらたかし）
- インストラクション：NGI（永井寛保）

## 評価
アーケード版
ゲーム誌『ゲーメスト』（新声社）誌上で行われていた「第3回ゲーメスト大賞」（1989年度）において年間ヒットゲームで29位を獲得した。
PCエンジン版
ゲーム誌『ファミコン通信』の「クロスレビュー」では8・7・8・7の合計30点（満40点）でシルバー殿堂入りを獲得、『月刊PCエンジン』では85・85・85・90・85の平均86点、『マル勝PCエンジン』では8・7・8・8の合計31点（満40点）、『PC Engine FAN』の読者投票による「ゲーム通信簿」での評価は以下の通りとなっており、20.43点（満30点）となっている。また、この得点はPCエンジン全ソフトの中で305位（485本中、1993年時点）となっている。
| 項目 | キャラクタ | 音楽 | 操作性 | 熱中度 | お買得度 | オリジナリティ | 総合  |
| 得点 | 3.13       | 2.91 | 3.50   | 3.89   | 3.19     | 3.82           | 20.43 |

メガドライブ版
- ゲーム誌『ファミコン通信』の「クロスレビュー」では合計26点（満40点）になっている[9]。

- ゲーム誌『メガドライブFAN』の読者投票による「ゲーム通信簿」での評価は以下の通りとなっており、17.09点（満30点）となっている[2]。

| 項目 | キャラクタ | 音楽 | 操作性 | 熱中度 | お買得度 | オリジナリティ | 総合  |
| 得点 | 2.44       | 2.40 | 2.73   | 3.27   | 2.85     | 3.40           | 17.09 |

- ゲーム誌『BEEP!メガドライブ』の「BEメガ・ドッグレース」では7、6、8、8の合計29点[17]。レビュアーは「画面は横になったがほぼ完璧な移植で3モードがあるのが素晴らしく結構長く遊べる」「この内容で4900円なのは評価点」「リメイクであるため本作を面白いと思えるかは個人差がありQIXより一般向けにアレンジされているが、それでもハマった」と好評価する者と「個人的にオリジナルの不気味さが好みだった」とする者で分かれた。また、「パッドでは操作性がかなり低下してしまう」とした[17]。

- ゲーム本『メガドライブ大全』（2004年、太田出版）では、「当時のライバル機、PCエンジンでも発売されて、『見栄えはPCエンジン、ゲームの中味はメガドラ版』と評価を二分する形となった」、「アーケード版は、伸ばしたラインを敵に触られても、しばらく持ちこたえるが、PCエンジン版は即死してしまう。魅惑の『一発でボスを囲んで瞬殺（10万点）』ができない。（中略）ゲーセンと同じ攻略法を家庭でも使えるメガドラ版は捨てがたい」と評している[18]。